# بخش بلهرات
بخش بلهرات، یکی از بخش‌های شهرستان میان‌جلگه در استان خراسان رضوی ایران است. مرکز این بخش، روستای گلبوی سفلی است.

## تقسیمات کشوری
- بخش بلهرات
  - دهستان سالاری
  - دهستان بلهرات

## جمعیت
بر پایه سرشماری عمومی نفوس و مسکن در سال ۱۳۹۵، جمعیت بخش بلهرات برابر با ۱۲٬۰۷۴ نفر بوده است.